# Barca (geslacht)
Barca is een geslacht van vlinders uit de familie van de dikkopjes (Hesperiidae). Dit geslacht is voor het eerst wetenschappelijk beschreven door Lionel de Nicéville in een publicatie uit 1902.
De enige soort binnen dit geslacht is Barca bicolor (Oberthür, 1896).